# Swan Song (chanson)
Pour les articles homonymes, voir Swan Song.
Singles de Dua Lipa
If Only
(2018) Don't Start Now
(2019)
Clip vidéo
[vidéo] « Swan Song », sur YouTube
Swan Song est une chanson de la chanteuse anglaise Dua Lipa sortie en single le 24 janvier 2019 sur le label Warner Bros. Records. Elle fait partie de la bande originale du film Alita: Battle Angel sorti en 2019. Le clip de la chanson, réalisé par Floria Sigismondi, a accompagné sa sortie le 24 janvier 2019. 
Le single a atteint la 24e position des classements d'Irlande et du Royaume-Uni,.

## Accueil commercial
Swan Song a notamment atteint la 24e place en Irlande et au Royaume-Uni. Le single a également atteint les positions 26, 27 et 31 en Allemagne, Écosse et Tchéquie respectivement,,. 
En Belgique francophone, Swan Song n'est pas entré dans l'Ultratop 50, restant à la première place du classement Ultratip. En France, le single s'est classé deux semaines dans le Top Singles & Titres, culminant à la 196e place.

## Crédits
Crédits provenant de Tidal.
- Dua Lipa – chant, écriture
- Mattman & Robin (en) – production, écriture, chœurs, synthétiseurs, guitare, guitare basse, batteries, piano, percussion, programmation
- Lorna Blackwood - production
- Justin Tranter – écriture
- Kennedi Lykken – écriture
- Tom Holkenborg – écriture, synthétiseur, basse, cuivres, piano, cordes
- John Hanes – ingénieur
- Randy Merrill – mastérisation
- Serban Ghenea – mixage

## Classements hebdomadaires
| Classement (2020)                       | Meilleure position |
| --------------------------------------- | ------------------ |
| Allemagne (Media Control AG)            | 26                 |
| Australie (ARIA)                        | 68                 |
| Belgique (Flandre Ultratop 50 Singles)  | 50                 |
| Belgique (Wallonie Ultratip 50)         | 1                  |
| Belgique (Wallonie Ultratop 50 Airplay) | 50                 |
| Canada (Hot 100)                        | 99                 |
| Canada (CHR/Top 40)                     | 31                 |
| Canada (Hot AC)                         | 50                 |
| Chine (Airplay/FL)                      | 4                  |
| Écosse (OCC)                            | 27                 |
| États-Unis (Bubbling Under Hot 100)     | 4                  |
| États-Unis (Dance Club Songs)           | 24                 |
| États-Unis (Pop Airplay)                | 21                 |
| États-Unis (Adult Pop Songs)            | 39                 |
| Finlande (Suomen virallinen lista)      | 15                 |
| France (SNEP)                           | 196                |
| Hongrie (Stream Top 40)                 | 11                 |
| Irlande (Irish Singles Chart)           | 24                 |
| Lituanie (AGATA)                        | 17                 |
| Mexique (Mexico Airplay)                | 19                 |
| Nouvelle-Zélande (RMNZ Hot Singles)     | 5                  |
| Pays-Bas (Tipparade)                    | 1                  |
| Portugal (AFP)                          | 63                 |
| Royaume-Uni (UK Singles Chart)          | 24                 |
| Slovaquie (IFPI Singles Digitál)        | 21                 |
| Suède (Sverigetopplistan)               | 67                 |
| Suisse (Schweizer Hitparade)            | 96                 |
| Tchéquie (IFPI Rádio)                   | 46                 |
| Tchéquie (IFPI Singles Digitál)         | 31                 |

## Historique de sortie
| Région | Date            | Format                                         | Label(s)     | Réf.   |
| ------ | --------------- | ---------------------------------------------- | ------------ | ------ |
| Divers | 24 janvier 2019 | - Téléchargement - streaming                   | Warner Bros. | [ 31 ] |
| Divers | 29 janvier 2019 | Diffusion radios (contemporary hit radio (en)) | Warner Bros. | [ 32 ] |